# Glasunovia afghanica
Glasunovia afghanica là một loài bọ cánh cứng trong họ Meloidae. Loài này được Semenov miêu tả khoa học năm 1896.